# Олаф Шолц
Олаф Шолц (Оснабрик, 14. јун 1958) немачки је политичар, који је од 2021. до 2025. био на положају немачког канцелара. Био је вицеканцелар Ангеле Меркел и министар финансија од марта 2018. до децембра 2021. године. Претходно је био градоначелник Хамбурга од 2011. до 2018. године и заменик лидера Социјалдемократске партије (СПД) од 2009. до 2019. године. На немачким савезним изборима 2021. године, са којих је СПД изашао као најјача парламентарна странка, Шолц је био кандидат његове странке за канцелара. СПД, Алијанса 90/Зелени и ФДП сложили су се да формирају коалициону владу (коалицију семафора) 24. новембра 2021. Бундестаг је изабрао Шолца за канцелара 8. децембра 2021. године.
Шолц је по професији адвокат и позван је у адвокатску комору 1985. године, специјализујући се за радно право. Постао је члан СПД-а 1970-их и био је члан Бундестага од 1998. до 2011. Служио је у влади Хамбурга под вођством првог градоначелника Ортвина Рундеа 2001. године, пре него што је изабран за генералног секретара СПД-а 2002. године, заједно са лидером СПД-а и канцеларом Герхардом Шредером. Након што се повукао са функције генералног секретара 2004. године, постао је главни шеф своје странке у Бундестагу, а касније је ушао у Прву владу Меркелове 2007. године као министар за рад и социјална питања. Након што је СПД напустио Владу након избора 2009. године, Шолц се вратио да води СПД у Хамбургу, а такође је изабран за заменика лидера СПД-а. Довео је своју странку до победе на државним изборима у Хамбургу 2011. године и постао је први градоначелник, држећи ту функцију до 2018. године.
Након што је СПД ушао у Четврту владу Меркелове 2018. године, Шолц је именован и за министра финансија и за вицеканцелара Немачке. У 2019. години, Шолц се кандидовао на заједничкој листи са бившом представницом државе Бранденбург Кларом Гејвиц за новоуведено двојно вођство СПД-а. Упркос томе што је освојио највише гласова у првом кругу, пар је изгубио са 45% гласова у другом кругу који је уследио од победника Норберта Валтера-Борјанса и Саскије Ескен. Након тога је поднио оставку са функције замјеника лидера. 2020. Шолц је номинован као СПД-ов кандидат за канцелара Немачке на савезним изборима 2021. године. Дана 8. децембра 2021. године је проглашен за деветог канцелара Немачке.

## Младост и образовање
Шолц је рођен 14. јуна 1958. у Оснабрику, у Доњој Саксонији, али је одрастао у округу Рахлстедт у Хамбургу. Његови родитељи су радили у текстилној индустрији. Има два млађа брата, Јенса Шолца, анестезиолога и извршног директора Универзитетског медицинског центра Шлезвиг Холштајн; и Инга Шолца, технолошког предузетника. Олаф Шолц је похађао основну школу Бекасиненау у Олденфелдеу, али је потом прешао у основну школу Грослохеринг у Грослоеу. Након што је 1977. завршио средњу школу, почео је да студира право на Универзитету у Хамбургу 1978. године у оквиру једностепене правне обуке. Касније се запослио као адвокат специјализован за радно право. Шолц се придружио Социјалдемократској партији са 17 година.
Шолцова породица је традиционално лутеранска и крштен је у Евангелистичкој цркви у Немачкој; он има углавном секуларне ставове и напустио је Цркву у одраслом добу, али је позвао на уважавање хришћанског наслеђа и културе земље.

## Политичка каријера

### Рана политичка каријера

#### Млади социјалиста 1975–1989
Шолц се придружио СПД-у 1975. године као студент, где се укључио у Јусос, омладинску организацију СПД-а. Од 1982. до 1988. године био је заменик савезног председника Јусо, а од 1987. до 1989. године и потпредседник Међународне уније социјалистичке омладине. Подржавао је Фројденбергер Крајс, марксистичко крило универзитетских група Јусо и часопис спв и промовише „превазилажење капиталистичке економије“ у чланцима, као „европско упориште крупног бизниса” и социјално-либералне коалиције, која „голо одржавање власти ставља изнад сваког облика суштинског спора”. Дана 4. јануара 1984. године, Шолц и други Јусо лидери састали су се у ДДР-у са Егоном Крензом, секретаром Централног комитета СЕД-а и чланом Политбироа Централног комитета СЕД-а, Хербертом Хебером. Године 1987. Шолц је поново прешао унутрашњу немачку границу и заузео се за споразуме о разоружању као Јусо-Вајс на мировном скупу ФДЈ у Витенбергу.

#### Члан немачког Бундестага 1998–2001
Бивши потпредседник Међународне уније социјалистичке омладине, Шолц је први пут изабран да представља Хамбург Алтону у Бундестагу 1998. године, са 40 година. У истражној комисији Бундестага о визној афери, био је председник посланичке групе СПД. Дана 6. јуна 2001. године дао је оставку на место да би преузео упражњено место сенатора за унутрашње послове Хамбурга под првим градоначелником Ортвином Рундеом.

#### Сенатор за унутрашње послове Хамбурга 2001
Дана 30. маја 2001. године Шолц је наследио сенатора унутрашњих послова Хартмута Вроклагеа у оставци у Сенату Хамбурга на челу са градоначелником Ортвином Рундом. Током свог кратког времена као сенатора, контроверзно је одобравао принудну употребу лаксатива за прикупљање доказа од осумњичених дилера дроге. Лекарска комора Хамбурга изразила је неодобравање ове праксе због потенцијалних здравствених ризика. Напустио је функцију у октобру 2001, након пораза његове странке на државним изборима у Хамбургу 2001. и избором Олеа фон Беуста за првог градоначелника. Његов наследник је био Роналд Шил.

#### Посланик немачког Бундестага 2002–2011
Шолц је поново изабран у Бундестаг на немачким савезним изборима 2002. године. Од 2002. до 2004. године Шолц је такође био генерални секретар СПД; дао је оставку на ту функцију када је партијски лидер и канцелар Герхард Шредер, суочен са незадовољством унутар своје партије и спутан упорно ниским рејтингом јавног одобравања, најавио да ће се повући са места лидера Социјалдемократске партије.
Шолц је био један у низу политичара који су покренули дебату о немачкој новинарској норми да се испитаницима дозвољава да „овласте“ и измене цитате пре објављивања, након што је његов тим за штампу инсистирао на томе да се у великој мери преправи интервју за Die Tageszeitung 2003. године. Уредник Баша Мика осудио је ово понашање као "издају тврдње о слободној штампи" и новине су на крају објавиле интервју са затамњеним Шолцовим одговорима.
Шолц је 2005. године био портпарол СПД-а у анкетном одбору који истражује аферу са немачким визама. После савезних избора касније те године, био је први парламентарни секретар Групе СПД Бундестага, поставши главни портпарол Социјалдемократске партије. У том својству, он је блиско сарађивао са шефом ЦДУ-а Норбертом Ретгеном на управљању и одбрани велике коалиције коју је предводила канцеларка Ангела Меркел у Бундестагу. Такође је био члан парламентарне комисије за надзор, која врши парламентарни надзор над немачким обавештајним службама; БНД, МАД и БфВ. Поред тога, био је члан парламентарног тела задуженог за именовање судија у највише судове правде, односно Савезни суд правде (БГХ), Савезни управни суд (БВервГ), Савезни фискални суд (БФХ), Савезни радни суд (БАГ) и Савезни социјални суд (БСГ).
Шолц је поднео оставку са својим мандатом у Бундестагу 10. марта 2011. године, након што је три дана раније изабран за првог градоначелника Хамбурга.

### Савезна и државна политичка каријера

#### Министар за рад и социјална питања 2007–2009
У 2007. години Шолц се придружио Влади Меркелове, наследивши Франца Минтеферинга на месту министра за рад и социјална питања.
Након савезних избора 2009, када је СПД напустио владу, Шолц је изабран за заменика лидера СПД-а, заменивши Франк-Валтера Штајнмајера. Између 2009. и 2011. године такође је био члан оперативне групе СПД за Авганистан/Пакистан. Године 2010. учествовао је на годишњем састанку Билдерберга у Сиџесу, Шпанија.

#### Први градоначелник Хамбурга 2011–2018
У 2011. години, Шолц је био водећи кандидат СПД-а на државним изборима у Хамбургу, које је СПД победио са 48,3% гласова, заузевши 62 од 121 места у хамбуршком парламенту. Шолц је поднео оставку на место члана Бундестага 11. марта 2011, неколико дана након његовог званичног избора за првог градоначелника Хамбурга; Дороти Стапелфелдт, такође социјалдемократа, именована је за његовог заменика првог градоначелника.
У својству првог градоначелника, Шолц је представљао Хамбург и Немачку на међународном нивоу. Шолц је 7. јуна 2011. присуствовао државној вечери коју је приредио председник Барак Обама у част канцеларке Ангеле Меркел у Белој кући. Као домаћин годишњег банкета поводом Дана Светог Матије у Хамбургу за градске и пословне лидере, он је позвао неколико високих почасних гостију у град, укључујући премијера Француске Жан-Марка Ероа (2013), премијера Дејвида Камерона из Уједињеног Краљевства (2016) и премијер Канаде Џастин Тридо (2017). Од 2015. до 2018. године обављао је и функцију комесара Савезне Републике Немачке за питања културе у складу са Уговором о француско-немачкој сарадњи.
Шолц је позван да учествује у истраживачким разговорима између партија ЦДУ, ЦСУ и СПД о формирању коалиционе владе након савезних избора 2013. године. У наредним преговорима предводио је делегацију СПД у радној групи за финансијску политику; његов копредседавајући из ЦДУ/ЦСУ био је министар финансија Волфганг Шојбле. Поред колега социјалдемократа Јорга Асмусена и Томаса Опермана, Шолц је у медијима објављен као могући наследник Шојблеа на месту министра финансија у то време; док је Шојбле остао на тој функцији, преговори о формирању коалиције су на крају били успешни.
У документу који је састављен крајем 2014. године, Шолц и Шојбле су предложили преусмеравање прихода од такозваног солидарног додатка на приход и порез на добит предузећа (Solidaritätszuschlag) како би се субвенционисале исплате камата савезних држава.
Под Шолцовим вођством, социјалдемократе су победиле на државним изборима 2015. године у Хамбургу, добивши око 47 одсто гласова. Његова коалициона влада са Партијом зелених – са лидерком Зелених Катарином Фегебанк на функцији заменика првог градоначелника – положила је заклетву 15. априла 2015.
У 2015. години, Шолц је предводио Хамбургову кандидатуру за домаћина Летњих олимпијских игара 2024. са буџетом процењеним на 11,2 милијарде евра (12,6 милијарди долара), такмичећи се против Лос Анђелеса, Париза, Рима и Будимпеште; грађани Хамбурга су, међутим, касније на референдуму одбили кандидатуру града, при чему је више од половине гласало против пројекта. Касније те године, Шолц је – заједно са министром-председником Торстеном Албигом из Шлезвиг-Холштајна – преговарао о споразуму о реструктурирању дуга са Европском комисијом који је омогућио немачком регионалном зајмодавцу ХСХ Нордбанк да отпусти 6,2 милијарде евра проблематичне имовине – углавном ненаплативих кредита за бродове – на своје владине већинске власнике и избегне гашење, чиме ће се сачувати око 2.500 радних места.
Шолц је 2017. године добио критике због руковања нередима који су се десили током самита Г20 у Хамбургу.

#### Вицеканцелар и министар финансија 2018 – 2021
Након дугог периода формирања владе након савезних избора 2017, током којих су се ЦДУ, ЦСУ и СПД договорили да наставе коалицију, Шолца су све странке прихватиле као савезног министра финансија. Шолц је положио заклетву заједно са остатком Владе 14. марта 2018. године, преузимајући и улогу вицеканцелара Немачке под Ангелом Меркел. Током првих месеци на функцији, Шолц је постао један од најпопуларнијих немачких политичара, достигавши рејтинг од 50 процената.
Као одговор на пандемију Ковид 19 у Немачкој, Шолц је израдио низ пакета за спасавање привреде земље без преседана, укључујући стимулативни пакет од 130 милијарди евра у јуну 2020. године, који је захваљујући великодушним спасоносним линијама за предузећа и слободњаке, као и одлуком да би фабрике биле отворене, избегла масовна отпуштања и пребродила кризу боље од суседа као што су Италија и Француска. Шолц је такође надгледао имплементацију ЕУ следеће генерације, фонда ЕУ за опоравак од 750 милијарди евра за подршку државама чланицама погођеним пандемијом, укључујући одлуку да се 90% од 28 милијарди евра за Немачку потроши на заштиту климе и дигитализацију.
Са Француском, Шолц је покренуо напоре за увођење глобалног минималног пореза на предузећа и нових пореских правила за технолошке гиганте.
На самиту Г7 у јуну 2021. године, Г7 се сложила о минималном светском порезу који је предложио Шолц од најмање 15 одсто за мултинационалне компаније. Главни разлог зашто су све државе чланице Г7 биле за то што је Шолц успео да убеди председника САД Џоа Бајдена, за разлику од његовог претходника Доналда Трампа, у минимално опорезивање. Такође у јуну 2021., Шолц је од Федералне централне пореске управе дао да купи информације о потенцијалним утајивачима пореза из Дубаија. То су подаци милиона немачких пореских обвезника и садрже информације о имовини скривеној од пореских власти у Дубаију. Подаци би требало да служе за откривање прекограничних пореских прекршаја у значајном обиму.
Шолц је критикован у контексту банкрота провајдера платних услуга Вирекард, пошто је дошло до озбиљног прекршаја од стране Савезног органа за финансијски надзор (БаФин). Критичари се жале да је Савезно министарство финансија одговорно за праћење БаФина. За време Шолцовог мандата, Министарство финансија је било један од субјеката парламентарне истраге о такозваном Вирекард скандалу, у чијем процесу је Шолц негирао било какву одговорност али је сменио председника регулатора БаФин-а Феликса Хуфелда и обећао ојачати надзор финансијског тржишта.

#### Кандидат за канцелара 2021
Дана 10. августа 2020. године извршна власт СПД-а се сложила да ће предложити Шолца да буде партијски кандидат за канцелара Немачке на савезним изборима 2021. године. Шолц припада центристичком крилу СПД-а, и Die Tageszeitung је његову номинацију сматрао опадањем левице странке. Шолц је предводио СПД до тесне победе на изборима, освојивши 25,8% гласова и 206 места у Бундестагу. Након ове победе, сматрало се да је он највероватније следећи канцелар Немачке у такозваној коалицији на семафору са Зеленима и Слободном демократском партијом (ФДП). Дана 24. новембра је објављено да су СПД, Зелени и ФДП постигли коалициони споразум, са Шолцом као новим немачким канцеларом. Гласање за избор нове владе тек треба да буде заказано; предвиђа се да ће се одржати негде око Никољдана 6. децембра.

### Девети канцелар Немачке
Немачки Бундестаг изабрао је 8. децембра Олафа Шолца из Социјалдемократске партије Немачке за новог и деветог савезног канцелара. Тајним гласањем у парламенту Шолц, донедавни министар финансија, је добио подршку 395 од 707 присутних посланика. За избор му је било потребно 369 гласова.

## Политичко гледиште
Унутар СПД-а, Шолц се широко сматра да потиче из умереног крила партије. Због свог аутоматизованог и механичког избора речи на конференцијама за штампу и интервјуима, Шолц је у медијима добио надимак „Шолцомат“. Године 2013. рекао је да сматра да је атрибуција „веома прикладна“.
После савезних избора 2017, Шолц је јавно критиковао стратегију и поруке лидера странке Мартина Шулца, објављујући рад под насловом „Нема изговора! Одговорите на нова питања за будућност! Јасни принципи!“ Са својим предлозима за реформу странке, он је нашироко тумачен да се позиционира као потенцијални изазивач или наследник Шулца унутар СПД. У недељама након што је његова странка први пут почела да разматра повратак у владу, Шолц је позивао на компромис и био је један од чланова СПД-а који је био склонији другој великој коалицији.

#### Економска и финансијска политика
Шолц већ неколико година води кампању за порез на финансијске трансакције. Стручњаци су критиковали делове његових планова јер су веровали да ће то првенствено утицати на мале акционаре. У децембру 2019. године погурао је увођење овог пореза на нивоу ЕУ. Према нацрту, куповина акција треба да се опорезује када су у питању акције предузећа које вреде најмање милијарду евра. Новинар Херман-Јозеф Тенхаген критиковао је ову верзију пореза на трансакције јер је основна идеја о већем опорезовању богатих заправо претворена у супротну страну. Извештај Института за светску економију Кила који је наручила савезна влада 2020. године потврдио је исте недостатке у пореском концепту на које је Тенхаген већ указао.
Откако је преузео дужност министра финансија, Шолц је био посвећен континуираном циљу да нема нових дугова и ограничене јавне потрошње. Он је 2018. предложио стварање система осигурања за случај незапослености широм ЕУ како би еврозона била отпорнија на будуће економске шокове. Такође жели да уведе порез на финансијске трансакције.

#### Политика животне средине и климе
У септембру 2019. године, Шолц је преговарао о климатском пакету у кључној улози за СПД. На то је рекао: „Оно што смо представили је велико достигнуће“, док су климатски научници скоро једногласно критиковали резултат као недовољан.
Шолц је 2020. године предложио америчкој влади да промовише терминале за течни гас у северној Немачкој ако се заузврат напусти отпор гасоводу Северни ток 2. Ревидирани Закон о заштити климе који је увео кабинет Олафа Шолца као градоначелника Хамбурга предвиђа смањење емисије ЦО2 за 65 процената до 2030. године, смањење од 88 процената до 2040. и климатску неутралност до 2045. године.
У мају 2021. године, Шолц је предложио оснивање међународног климатског клуба, који би требало да послужи за развој заједничких минималних стандарда за мере климатске политике и координисаног приступа. Поред тога, међу чланицама би требало да важе јединствена правила за обрачун угљика у роби.

## Остале активности

### Међународне организације
- Европска банка за обнову и развој (ЕБРД), члан одбора гувернера по службеној дужности[75]
- Европска инвестициона банка (ЕИБ), члан одбора гувернера по службеној дужности (од 2018)[76]
- Европски механизам за стабилност, члан одбора гувернера (од 2018)[77]
- Азијска банка инфраструктурних инвестиција (АИИБ), члан управног одбора по службеној дужности (од 2018)[78]
- Међународни монетарни фонд (ММФ), заменик члана одбора гувернера по службеној дужности[79]

### Корпоративни одбори
- КфВ, члан Одбора надзорних директора по службеној дужности (од 2018)[80]
- РАГ-Стифтунг члан управног одбора по службеној дужности (од 2018)
- ХафенЦити Хамбург ГмбХ, ек-оффицио председник надзорног одбора (од 2018)
- Хамбургер Маркетинг Геселлсцхафт мбХ (ХМГ ГмбХ), по службеној дужности председник надзорног одбора (од 2018)

### Непрофитне организације
- Штифтунг Лебендиг Штад, члан управног одбора (од 2009)
- Дојче Националштифтунг, члан Сената[81]
- Немачки музеј, члан управног одбора
- Фондација Фридрих Еберт (ФЕС), члан[82]
- Хамбург Лојчтфојер, члан управног одбора
- Фондација Херберт и Елсбет Вајхман, члан управног одбора
- Уберзи-Клуб, члан управног одбора
- Немачки савет за спољне односе (ДГАП), председавајући Радне групе за међународну ваздушну политику[83]
- Синдикат хране, пића и угоститељства (НГГ), члан
- ZDF, члан Управног одбора (2002–2010)
- Полиси Нетворк, члан одбора (2002–2007)

## Лични живот
Олаф Шолц је ожењен колегиницом СПД-а политичарком Бритом Ернст. Пар је живео у округу Алтона у Хамбургу пре него што се преселио у Потсдам 2018. године. Шолц је одрастао у главној протестантској евангелистичкој цркви у Немачкој], али ју је касније напустио и његова тренутна верска уверења нису позната.